# Tablice cieni

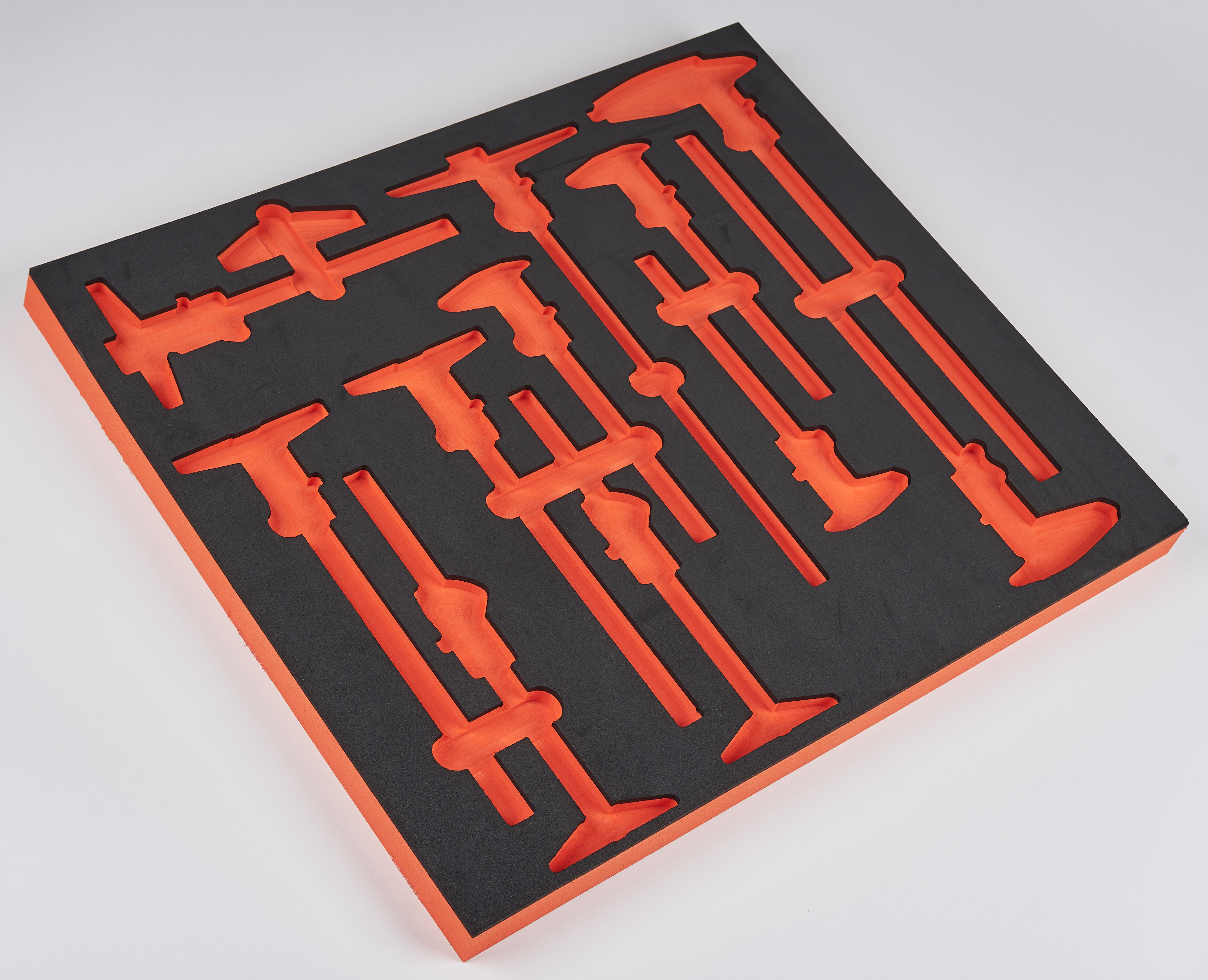
Przykładowa tablica cieni wykonana z dwukolorowej pianki

Tablice cieni – system pomagający w organizacji i kompletowaniu zestawów narzędzi; tablica cieni określa gdzie powinno być odłożone narzędzie gdy nie jest używane. Tablice cieni posiadają kontury narzędzi pozwalające w szybki sposób zidentyfikować które narzędzia są w użyciu lub których brakuje. Tablice cieni znajdują się bezpośrednio przy stanowisku na którym używane są dane narzędzia. Znajdują najczęściej zastosowanie w środowisku produkcyjnym.